# Eliana Burki

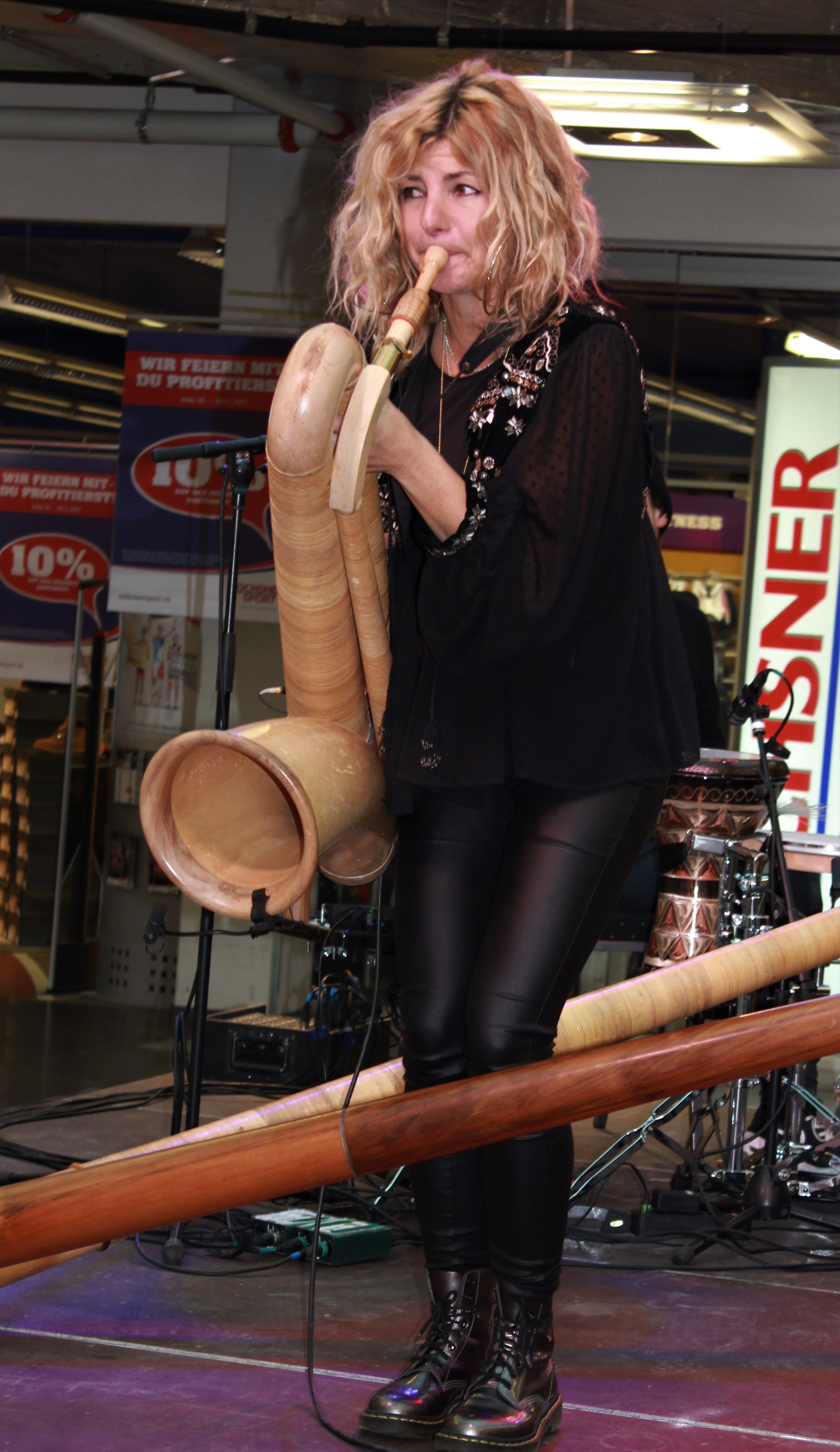
Eliana Burki mit einer Alphorn-Sonderanfertigung in Form eines Saxophons, 2017

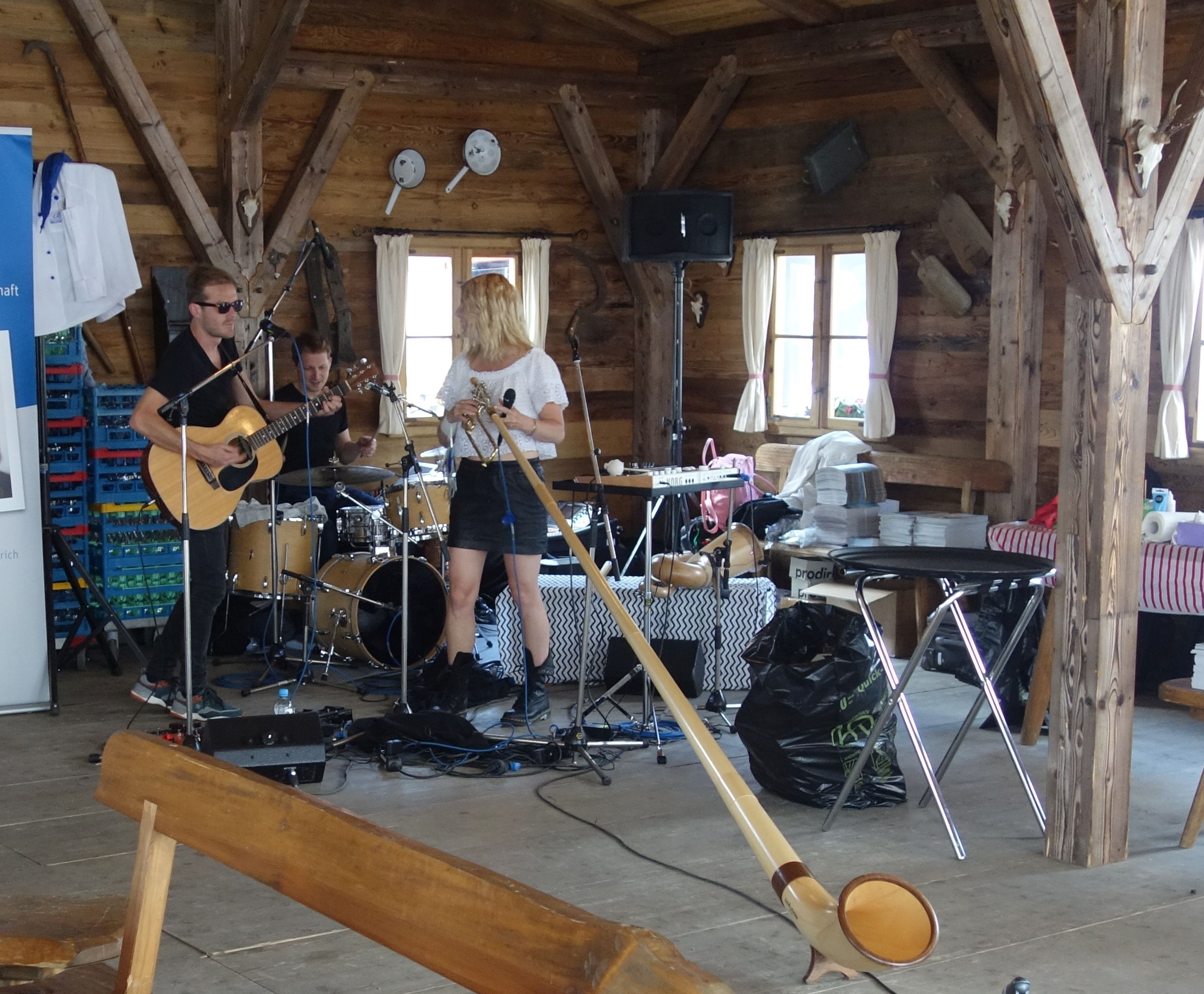
Eliana Burki mit «Burki-Horn» und Band, Düsseldorfer Jazz-Rally 2019

Eliana Burki (* 13. September 1983 in Feldbrunnen; † 24. April 2023 in der Schweiz) war eine Schweizer Musikerin. Sie spielte Alphorn und entwickelte den Stil «Funky Swiss Alphorn» für die Verwendung dieses Instruments in Funk-, Pop- und Jazz-Songs.

## Biografie
Eliana Burki war die Tochter des Radrennfahrers Adrian Burki und einer Pianistin und Klavierlehrerin. Eliana Burki spielte Alphorn, seit sie sechs Jahre alt war. Einer ihrer ersten öffentlichen Auftritte war am nordwestschweizerischen Jodlerfest in Schönenwerd, als sie als Neunjährige unter Männern spielte. Da ihr das traditionelle Gehabe um das Alphorn nicht zusagte, spielte sie nicht in einer Tracht wie sonst beim Alphornspielen üblich. Als Teenagerin entdeckte sie ihre Vorliebe für Blues- und Jazz-Kompositionen.
Mit 16 Jahren brach Burki ihre Ausbildung zur Tiermedizinischen Fachangestellten ab. Sie studierte Klavier und Gesang an der Basler Musikhochschule, da Alphorn nicht als Fach belegt werden konnte. Daneben spielte sie immer wieder als Solistin mit verschiedenen Orchestern klassische Alphorn-Konzerte. Neben ihrer Tätigkeit als Musikerin stellte sie sich in einer Kinderklinik in Davos im Rahmen freier Musiktherapie zur Verfügung. Mit ihrem Alphorn-Unterricht half sie Kindern, die an Mukoviszidose leiden. Die verwendete Atemtechnik war für die Kinder körperlich und geistig heilsam.
Burki und ihre Band (I Alpinisti) wurden weltweit für Auftritte gebucht. Besondere Auftritte hatte sie bei der Mannschaftsauslosung zur Euro 2008 und als Botschafterin für schweizerische Musik. 2007 erschien die CD Heartbeat, die mit David Richards in den Mountain Studios produziert wurde. 2011 folgte das Album Travellin’ Root, produziert von John Boylan. Auf dem Album Alpine Horn Symphonic (2012) war sie mit dem Münchner Rundfunkorchester unter Johannes Schlaefli als Solistin in Werken von Daniel Schnyder, Jean Daetwyler und ihr selbst zu hören. Ihr Album Arcadia (2016) entstand in Zusammenarbeit mit dem Produzenten Christian Lohr und dem Solis String Quartet. Ihren letzten Konzertauftritt hatte Burki am 14. Februar 2023 als Solistin in Jean Daetwylers Alphornkonzert mit dem Staatsorchester Braunschweig im Scharoun-Theater Wolfsburg.
Neben klassischen Alphörnern aus Holz verwendete Burki auch leichtere, ausziehbare Instrumente aus Karbon. Das «Burki-Horn», ein von ihr entwickeltes Alphorn mit einem Trompeten/Waldhorn-Ventil (Blasinstrument)-Aufsatz, ermöglicht im Gegensatz zu der auf die Naturtonreihe begrenzten Tonskala des klassischen Instruments auch die Bildung von chromatischen Tönen.
Burki lebte in Solothurn und in Los Angeles, die letzten zwei Jahre vor ihrem Tod in Biel. Am 24. April 2023 starb sie im Alter von 39 Jahren an den Folgen eines Hirntumors. Sie hinterlässt ihren Partner, den US-Schriftsteller Blas Ulibarri, und zwei gemeinsame Kinder, Nala-Emily und Frances-Lee.

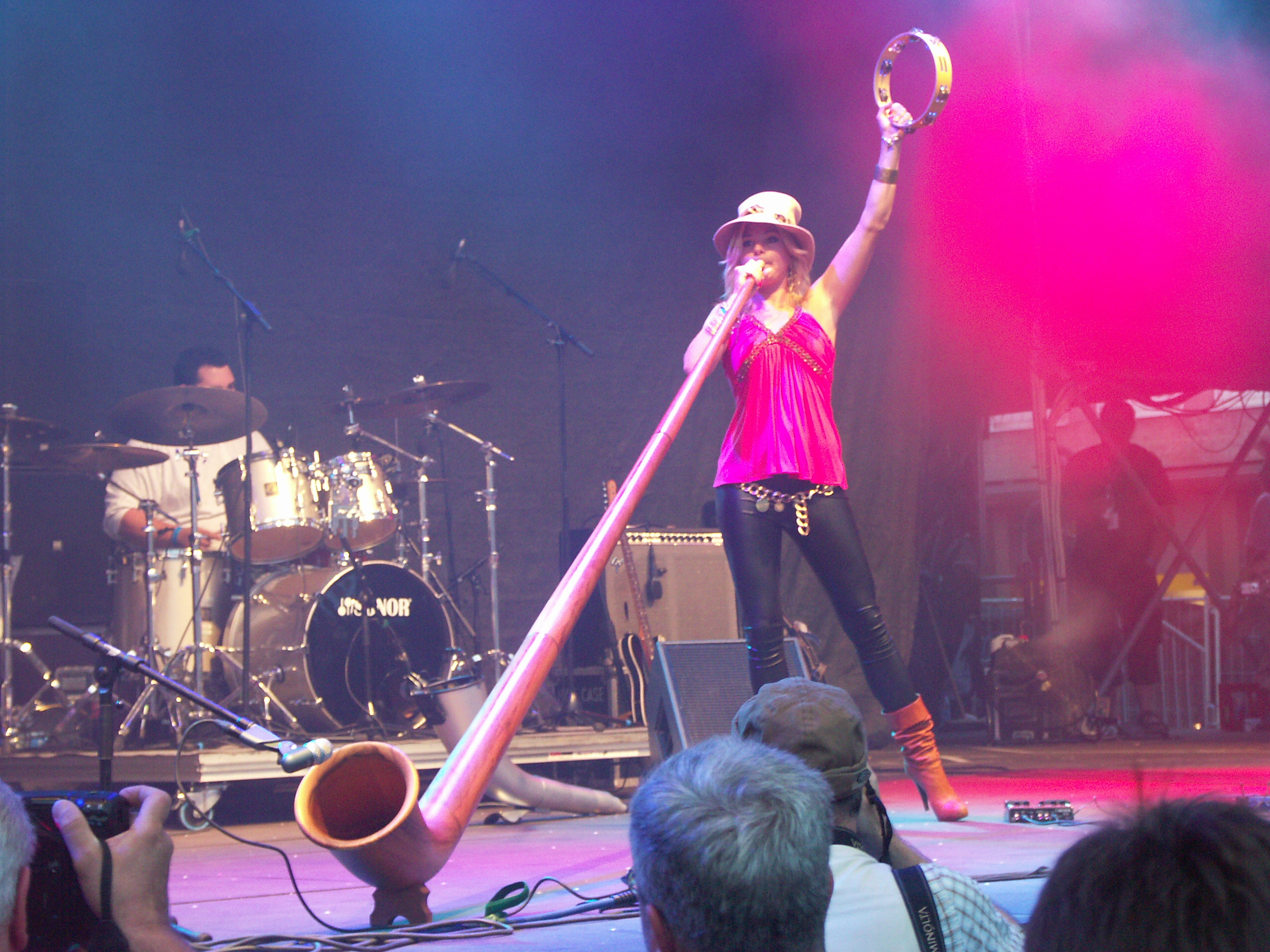
Eliana Burki beim Festival Bardentreffen in Nürnberg 2009

## Auszeichnungen
- Kleiner Prix Walo 2006[7]
- Prix Walo für das Jahr 2012 in der Sparte Jazz/Blues/World Music[8]
- Kreativpreis CREO 2022 (posthum)[9]